# Académie internationale de Lutèce
L'Académie Internationale de Lutèce est une organisation philanthropique active dans les domaines culturels, scientifiques et artistiques, fondée le 23 avril 1965 à Paris. 